# 김태현 (1923년)
김태현(金兌鉉, 1923년 11월 28일~2015년 7월 12일)은 대법원 판사(현재의 대법관)를 역임한 대한민국의 법조인이었다.

## 생애
전라북도 정읍에서 태어나 1941년 일본 주오 대학 예과에 입학하여 동 대학 법률학과에까지 진학하여 1945년에 동 대학에서 학사 학위를 취득한 그는 1951년 고등고시 사법과 제2회 변호사시험에 합격해 1959년까지 8년 남짓 동안 육군 군법무관 장교 등을 하다가 1959년 육군 대위로 전역한 이후 같은 해(1959년)에 판사로 임명되어 전주지방법원 군산지원, 1960년 8월 4일 광주고등법원 판사 등을 거쳐 1963년 전주지방법원 수석 부장판사, 1968년 대구고등법원 부장판사, 1970년 서울고등법원 부장판사, 청주지방법원장, 1975년 광주지방법원장, 1976년 대전지방법원장, 1979년 광주지방법원장 겸 전남 선거관리위원장 등을 지내다가 광주지방법원장으로 재직하던 1980년 5월 24일에 대법원 판사에 임명되었으나 1981년 10월 대법원 판사 재임명에서 탈락했다.
전주지방법원 군산지원에서 재직하던 1959년 8월 3일 당시, 보안법 파동으로 데모를 하다 즉결심판처릿감인 치안재판에서 5일 구류 처분을 받은 민주당 당무위원 겸 동당 전라북도 익산 갑 지구당위원장 조규완 등 4명에 대해 무죄판결했다.
전주지방법원에서 재직하던 1968년 5월 22일 당시 북한의 지령을 받고 남파되어 부안에 보트로 상륙해 정읍 비봉산에서 경찰과 교전하다 체포된 임병욱(1925년생 출신으로 당시 44세)에게 반공법과 국가보안법을 적용하여 사형을 선고했다.
대구고등법원에서 재직하던 1969년 3월 21일 과외를 하다가 귀가하던 초등학생을 칼로 살해하고 동해안에 시체를 버려 원심에서 최고 사형에서 최하 징역8월 집행유예1년을 선고받고 항소한 피고인 김금식 등 7명에 대해 "김금식이 대구교도소에서 불법 출소한 사실이 없고 범행에 대한 진술은 모두 허위자백이었다"고 하면서 원심을 파기하고 전원 무죄를 선고했다.
1998년에 중앙고등학교 개교 90주년 기념한 교우의 날에서 자랑스러운 중앙인에 선정되었다.